# Eugène de Savoye
Eugène Auguste Aimé Joseph de Savoye (Luik, 6 oktober 1852 - Zinnik, 7 januari 1916) was een Belgisch senator.

## Levensloop
De Savoye was een notabele familie die al sinds het begin van de achttiende eeuw bekendheid had.
Théodore de Savoye (Aat, 1817 - Luik, 1885) was doctor in de rechten en advocaat in Brussel. Hij werd hoogleraar burgerlijk recht aan de Universiteit Luik. Hij had een broer, Charles-Joseph de Savoye (1820-1880), die luitenant-generaal werd en talrijke publicaties op zijn naam heeft met betrekking tot militaire aangelegenheden. Théodore trouwde met Justine Bariseau en ze hadden Eugène als zoon. 
Eugène promoveerde tot doctor in de rechten en werd arrondissementscommissaris. Hij trouwde met Hélène Baatard (1885-1940) en ze kregen vijf kinderen: senator Albert de Savoye (1879-1960), Léon (1880-1957), Jean (1882-1913), Rose (1885-1983) en Franz (1887-1942). In 1910 verkreeg Eugène opname in de erfelijke Belgische adel. De familienaam is in de volgende generatie uitgestorven.
In 1912 werd hij verkozen tot katholiek senator voor het arrondissement Bergen-Zinnik en vervulde dit mandaat tot aan zijn overlijden tijdens de Eerste Wereldoorlog.